# Carin Davidsson
Carin Gunilla Davidsson, ogift Olerud, född 28 mars 1920 i Stockholm, död 17 juli 2011, var en svensk språkforskare, professor i ryska och översättare. Hon var gift med Åke Davidsson. 
Carin Davidson var dotter till lektor Carl Olerud och Nilla Andersson. Hon blev filosofie doktor vid Uppsala universitet 1952 på avhandlingen Der alttschechische Wittenberger Psalter und sein Verhältnis zu den mittelalterlichen deutschen Psalterübersetzungen och verkade där från 1952 som docent i slaviska språk och från 1967 till 1980 som universitetslektor i slaviska språk. Åren 1980–1987 var hon professor i ryska språket och litteraturen vid Åbo Akademi; hon utsågs där till årets lärare 1985. Hon valdes in som ledamot av Kungliga Vetenskapssamhället i Uppsala 1966 och erhöll professors namn 1978.
Hon författade ett flertal skrifter om de slaviska språken bulgariska, kyrkslaviska, ryska, tjeckiska och serbokroatiska.
Makarna Davidsson är gravsatta på Uppsala gamla kyrkogård.

## Översättningar (urval)
- Ranko Marinković: Händer: noveller (Ruke) (Bonnier, 1964)
- Elisaveta Bagrjana: Livet jag ville göra till dikt : dikter (översatt tillsammans med Gun Bergman, Bonnier, 1970)
- Viktor Afanasiev: Den vetenskapliga kommunismens grunder (Osnovy naučnogo kommunizma) (Fram, 1979)
- Leonid Zadvornyj: I bil genom Sovjetunionen : resehandbok (Na avtomobile po Sovetskomu Sojuzu) (översatt tillsammans med Karina Vamling, Wahlström & Widstrand, 1981)